# Xot de Príncipe
El xot de Príncipe (Otus bikegila) és un ocell rapinyaire nocturn de la família dels estrígids (Strigidae). Es troba només al bosc frondós del sud de l'illa de Príncipe de São Tomé i Príncipe, un país insular al golf de Guinea davant de la costa d'Àfrica. Se'n tingué notícia per primera vegada pel seu reclam distintiu nocturn i fou descrit formalment el 2022. Donat el baix nombre de la seva població i el seu reduït abast, els investigadors han demanat a la UICN que declari l'espècie en perill crític d'extinció.

## Reclam
El reclam d'aquest ocell ha estat descrit com "tuu", repetit ràpidament, de vegades en duets. Els ocells comencen a reclamar gairebé tan bon punt es fa fosc.

## Etimologia
El nom específic del mussol s'assignà en honor al guardabosc i antic recol·lector de lloros Ceciliano "Bikegila" do Bom Jesus.

## Taxonomia
El Congrés Ornitològic Internacional, en la seva llista mundial d'ocells (versió 13.1, 2023) reconegué la nova espècie descrita a partir de la morfometria, el plomatge, la bioacústica i l'anàlisi molecular.